# Messier 48
Messier 48 hay M48 hoặc còn được biết đến với tên NGC 2548, là tên của một cụm sao mở nằm trong chòm sao Trường Xà. Năm 1771, nhà thiên văn học người Pháp Charles Messier phát hiện và vị trí này không còn cụm mở nào nữa như khẳng định của Messier. Giá trị xích kinh của ông đưa ra thì khớp với giá trị hiện tại, nhưng giá trị độ nghiêng ông đưa ra thì giảm đi 5 độ. Đôi khi người ta cho rằng nhà thiên văn học người Đức Caroline Herschel phát hiện ra nó vào năm 1783. Cháu trai của bà, John Herschel mô tả nó là "một cụm mở tuyệt với tỏa sáng khắp cả khu vực; những ngôi sao của nó có độ sáng từ 9 đến 13 và không có gì cạnh nó cả. Cả khu vực của nó có rất là nhiều những ngôi sao khác.". HIP 40348 là ngôi sao sáng nhất của cụm mở này với cấp sao biểu kiến là 8,3.
M48 thì có thể nhìn thấy bằng mắt thường nếu trong điều kiện khí quyển tốt. Ước tính khoảng cách của nó là 2500 năm ánh sáng khi tính từ mặt trời. Các đường đẳng thời đã cho ta biết tuổi ước tính của cụm sao này là 400 ± 100 triệu năm, trong khi đó, phương pháp xác định tuổi dựa trên chu kì quay quanh trục của một ngôi sao của các khôi sao có khối lượng nhỏ như mặt trời tên là Gyrochronology.
Cụm sao này có bán kính là 63.3 ± 7.8 năm ánh sáng (19.4 ± 2.4 parsec) và có ít nhất 438 ngôi sao. Khối lượng xấp xỉ của nó là gấp 2,366 khối lượng mặt trời. Cấu trúc tổng thể của cụm sao này là những gợn sóng và những mảng sao. Nguyên nhân có thể là do sự tương tác của những đĩa thiên hà. Hiện nó được chia làm 3 phần, mỗi phần đều có chuyển động riêng của chính nó.

## Dữ liệu hiện tại
Theo như quan sát đây là cụm sao nằm trong chòm sao Trường Xà và duyoi71 đây là một số dữ liệu khác:
Xích kinh 08h 13m 43.0s
Độ nghiêng −05° 45′ 00″
Khoảng cách 2.500 ly (770 pc)
Cấp sao biểu kiến 5.8
Kiến thước biểu kiến 30′
Tên khác H IV-22, M48, NGC 2548